# Barbet
Barbet este o rasă de câini originară din Franța, de 49–59 cm. și 16–20 kg.

## Istoric rasă
Este o veche rasă franceză a cărei origine nu este prea clară. Este printre strămoșii multor rase existente astăzi cum ar fi: Griffon, Poodle, Terranova, Briard etc. Acești câini au avut diverse roluri: vânători, mânători de stoluri, câini marinari folosiți pentru a aduce frânghii, obiecte pierdute. Rasa este numită astfel datorită bărbiei.

## Descriere fizică
Este un câine de talie medie, viguros, puternic, suplu. Capul este destul de mic, craniu lat, rotund, bot scurt, pătrat și un nas mare negru sau maro. Ochii sunt rotunzi, de culoare maroniu închis și acoperiti de părul bogat de pe cap. Urechile sunt prinse jos, late, lăsate și acoperite de păr bogat, creț, formând șuvițe. Are capul acoperit de un păr bogat, creț, formând mustăți și barbă. Coada este de lungime medie, cu un mic cârlig la vârf și acoperită de părul creț. Blana este formată dintr-un păr lung, moale ondulat sau creț, des, impermeabil și poate fi negru, alb, gri, castaniu, maro-roșcat, culoarea nisipului.

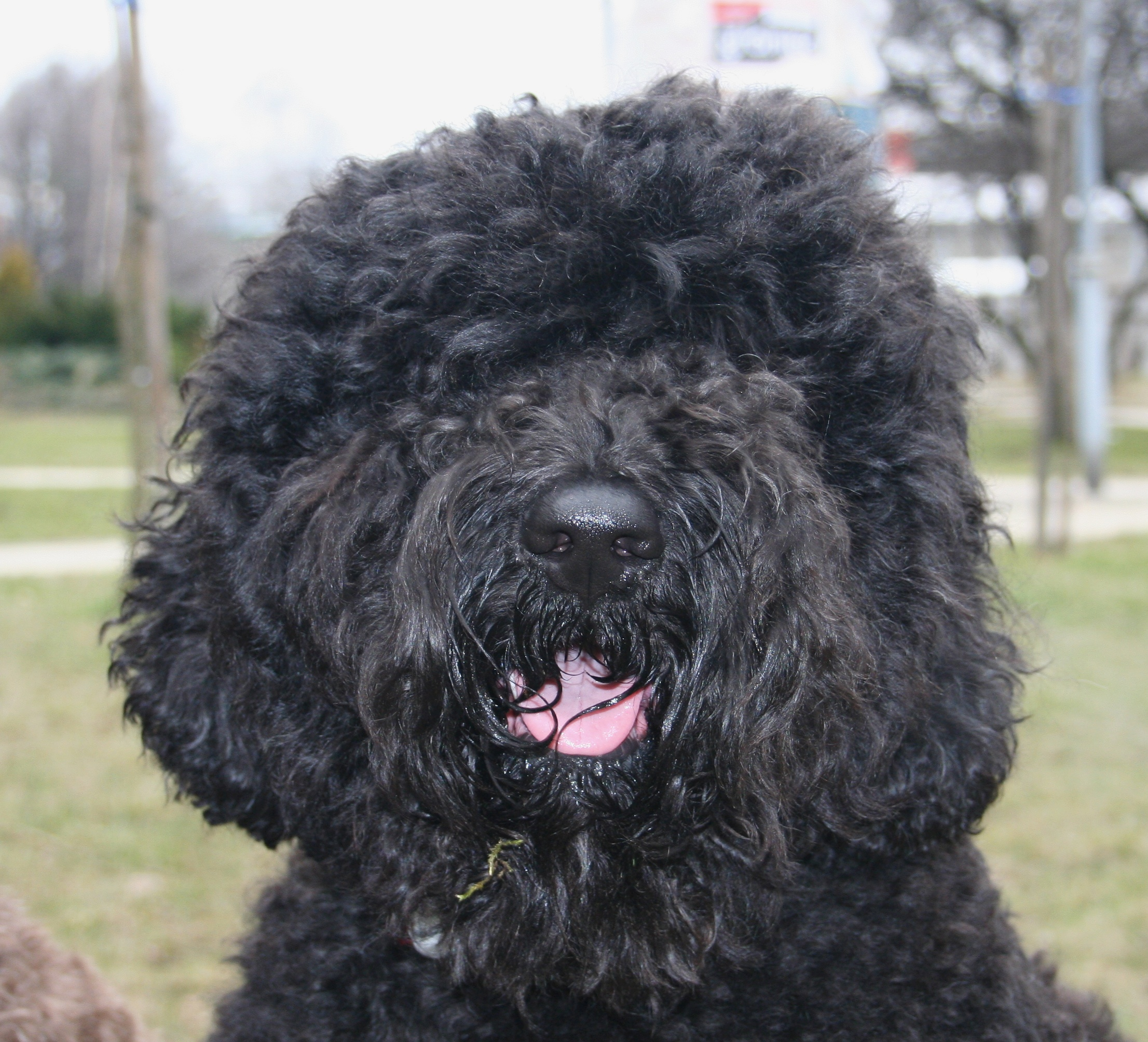
Cap de Barbet

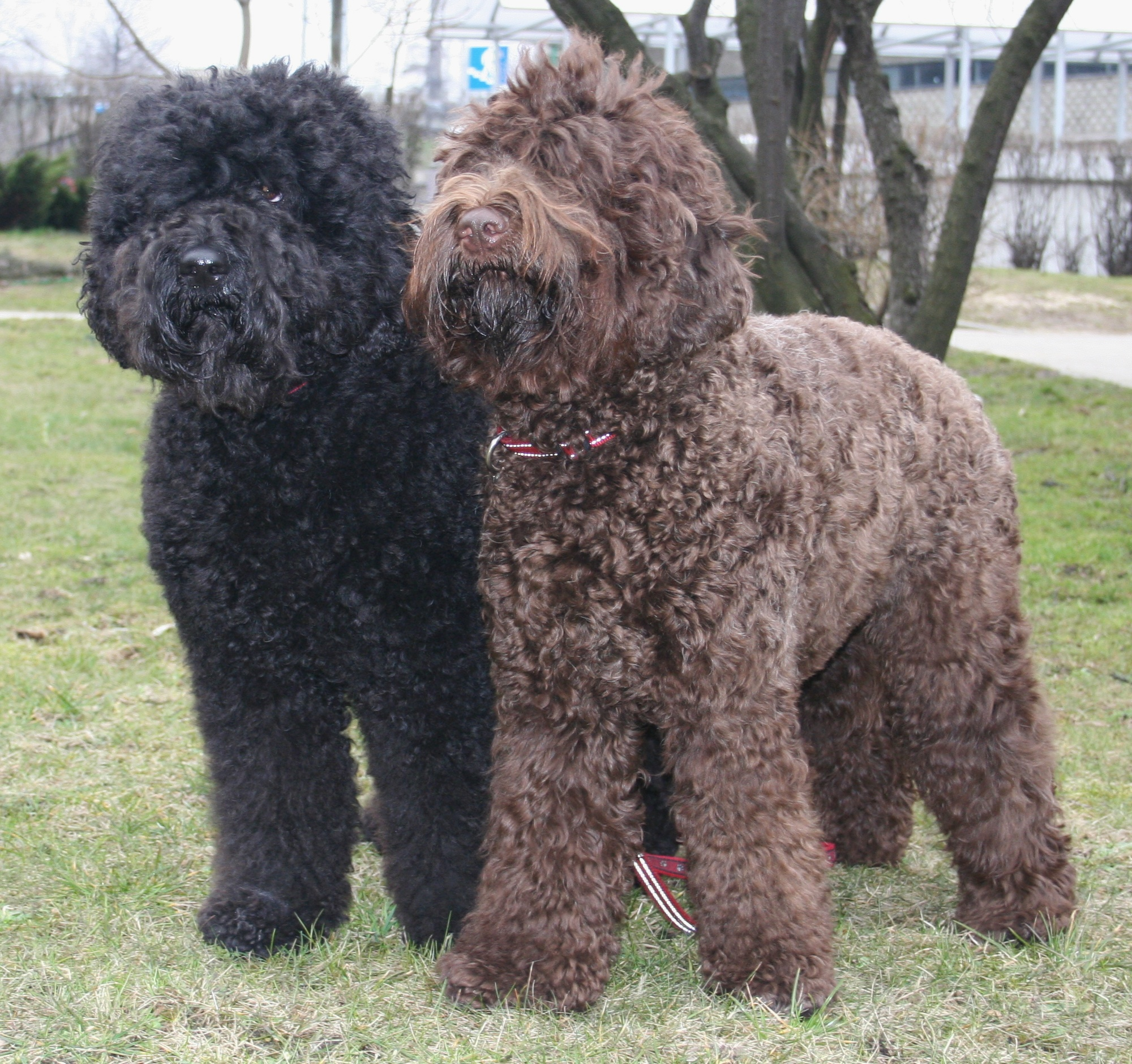
Dual Barbet

## Personalitate
Este un câine inteligent, curajos, aspru cu el însuși și cinstit, echilibrat, maleabil, sociabil și prietenos. Afectuos și devotat stăpânului, este iubitor și răbdător cu copiii, iar străinii vor fi anunțați. Se înțelege bine cu alți câini și alte animale din gospodărie.

## Îngrijire
Blana acestui câine trebuie periată și pieptănată frecvent și regulat pentru a nu se încâlci. Se vor menține urechile curate.

## Condiții de viață
Este un câine care se adaptează cu ușurință condițiilor dintr-un apartament, dar cel mai bine se simte într-o curte îngrădită unde se poate mișca în voie. Este recomandat unei familii iubitoare, afectuoase și active. Îi place să facă plimbări lungi, să înoate, să facă aport, să alerge liber, fără lesă, să aibă ocupație căci îi place să muncească. Are nevoie de socializare, dresaj.

## Dresaj
Este un câine care se dresează cu ușurință pentru că este inteligent, sensibil la intonația vocii stăpânului, dornic de muncă și vrea să fie pe plac stăpânului. Totuși dresajul trebuie să fie consecvent și destul de ferm, autoritar pentru a fi luat în serios de câine.

## Utilitate
Este un bun vânător în apă, excelent înotător chiar și în apele foarte reci. Este un minunat câine de companie.